# Саска Ноуа (Сучава)
Саска Ноуа (рум. Sasca Nouă) насеље је у Румунији у округу Сучава у општини Корну Лунчи. Oпштина се налази на надморској висини од 378 m.

## Становништво
Према подацима из 2002. године у насељу је живело 233 становника, од којих су сви румунске националности.